# Wigglesworth Observatory
Wigglesworth Observatory (deutsch Wigglesworth-Observatorium) war ein privates astronomisches Observatorium in der Nähe von Scarborough, North Yorkshire. Das Observatorium wurde 1885 für den Amateurastronomen James Wigglesworth (1825–1889) erbaut. Es war ausgestattet mit einem 15,5-Zoll-Spiegelteleskop von Cooke. Da Wigglesworth zu dieser Zeit bereits 70 Jahre alt war, stellte er den Astronomen J. Gerhard Lohse als Assistenten ein. Verschiedene Beobachtungen wurden zwischen 1885 und 1888 erstellt, unter anderem 20 Deep-Sky-Objekte, welche zu Ludvig Emil Dreyer kommuniziert wurden. Diese Beobachtungen wurden von Dreyer in den 1888 erschienenen New General Catalogue aufgenommen. Als Wigglesworth starb, wurde der Betrieb des Observatoriums eingestellt und die Instrumente verkauft. Das 15,5-Zoll-Spiegelteleskop kam schlussendlich an das Collurania-Teramo-Observatorium in Italien.